# Vinaphone
Vinaphone är ett vietnamesiskt telekommunikationsbolag. Företaget grundades 1996 och är ett av de största i Vietnam inom sitt område.